# Ładownik

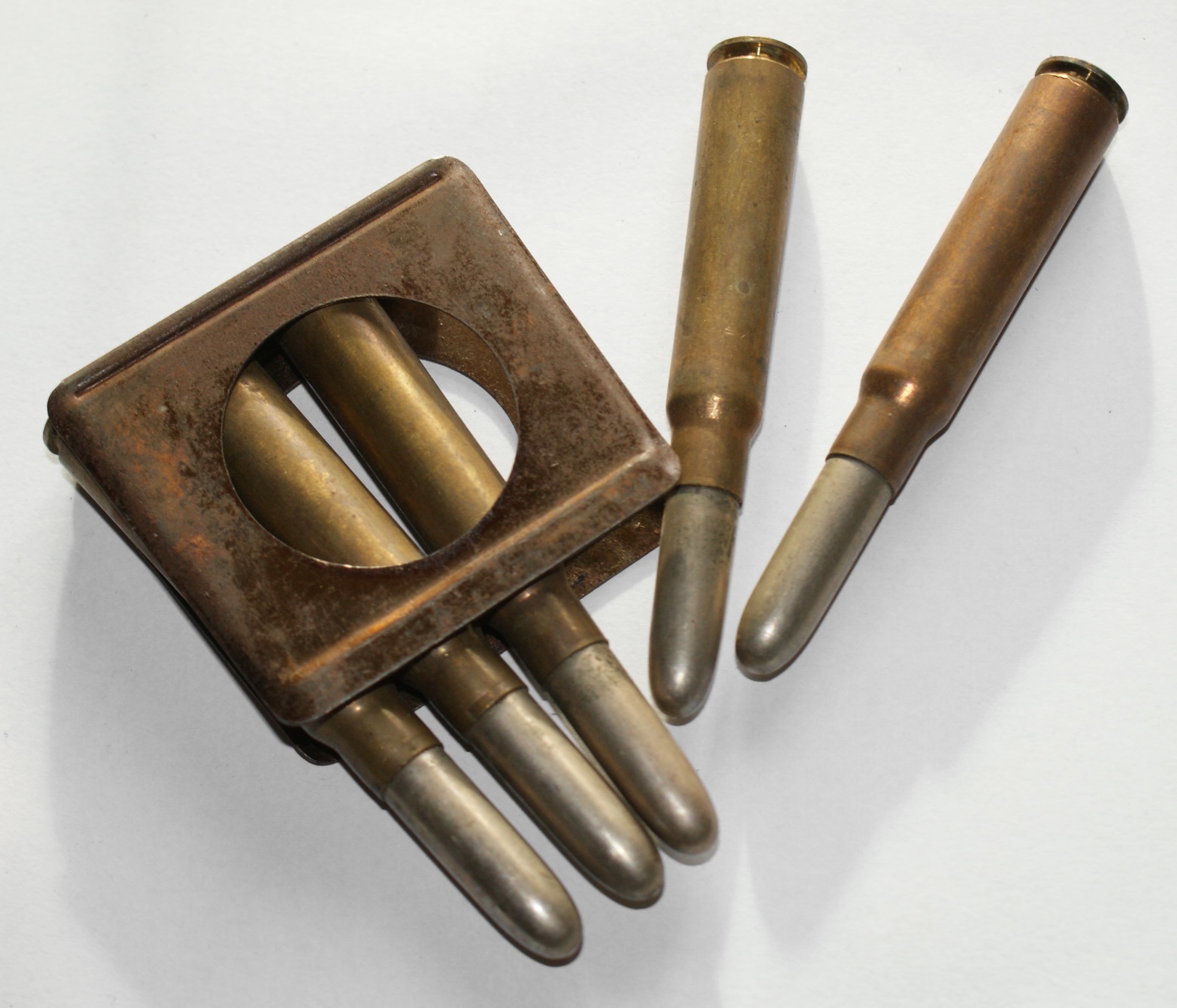
Ładownik karabinu Gew88

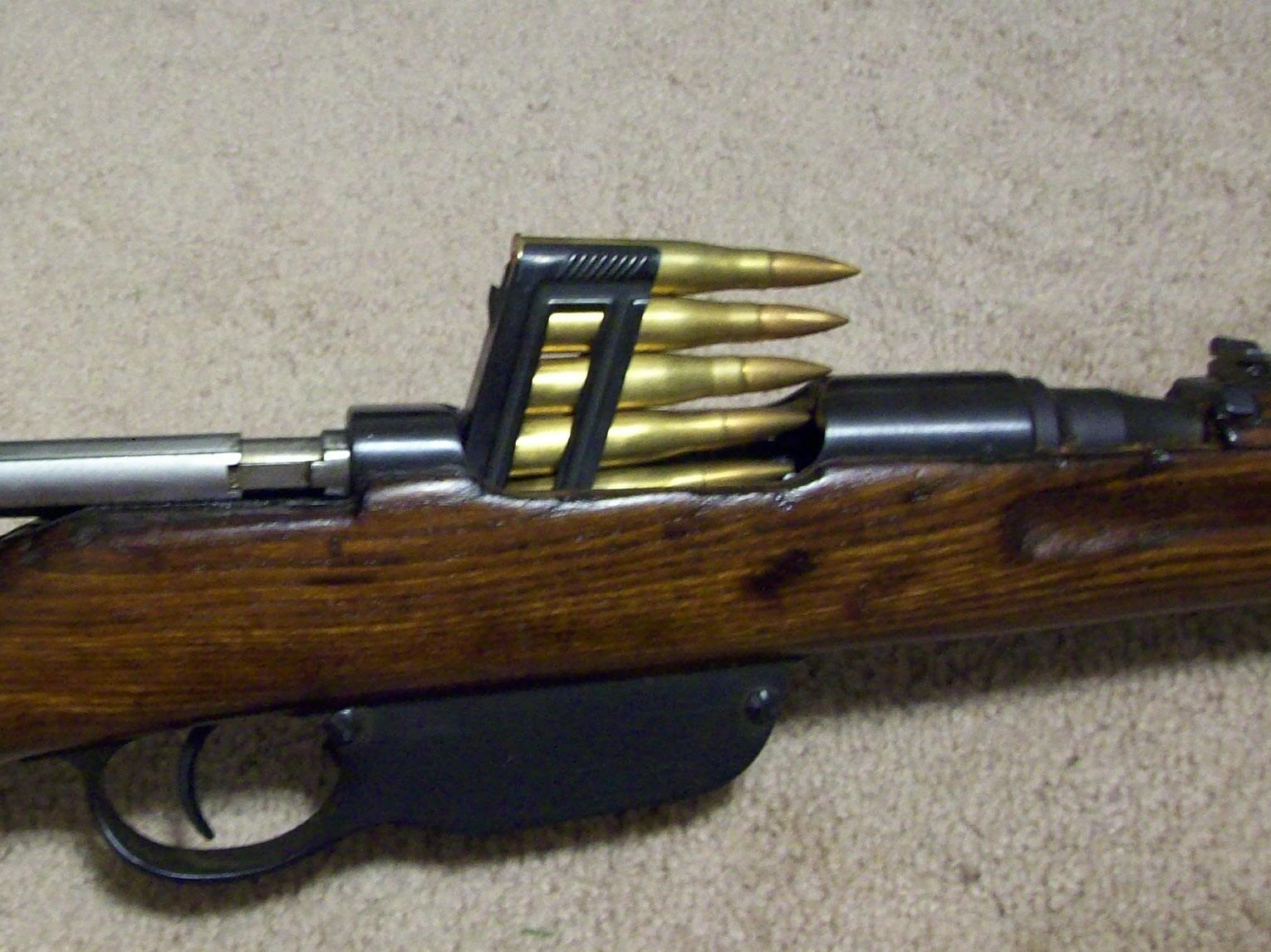
Ładowanie karabinu Mannlicher M1895 ładownikiem

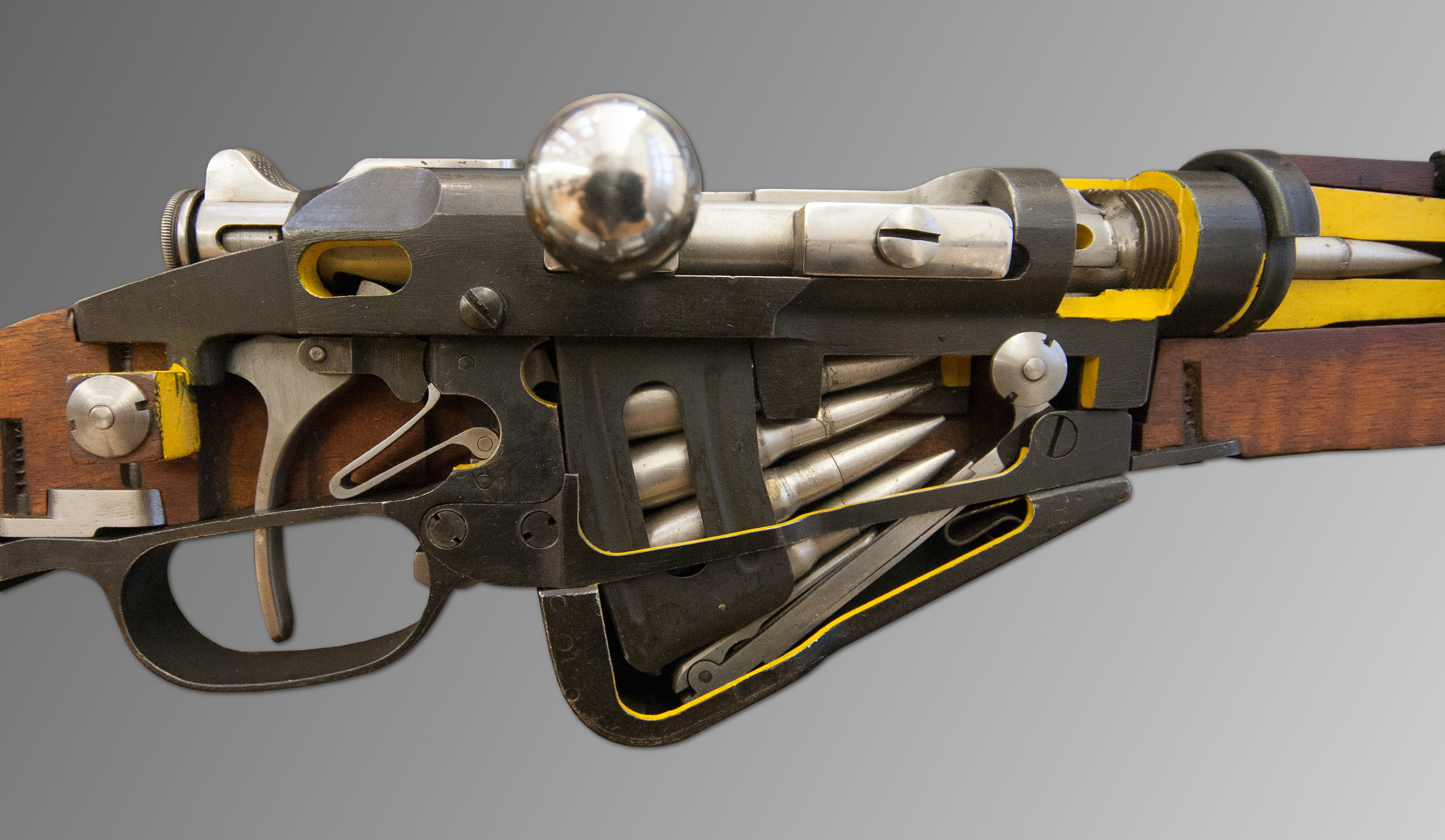
Przekrój karabinu Berthier. Wewnątrz magazynka widoczny wpięty ładownik

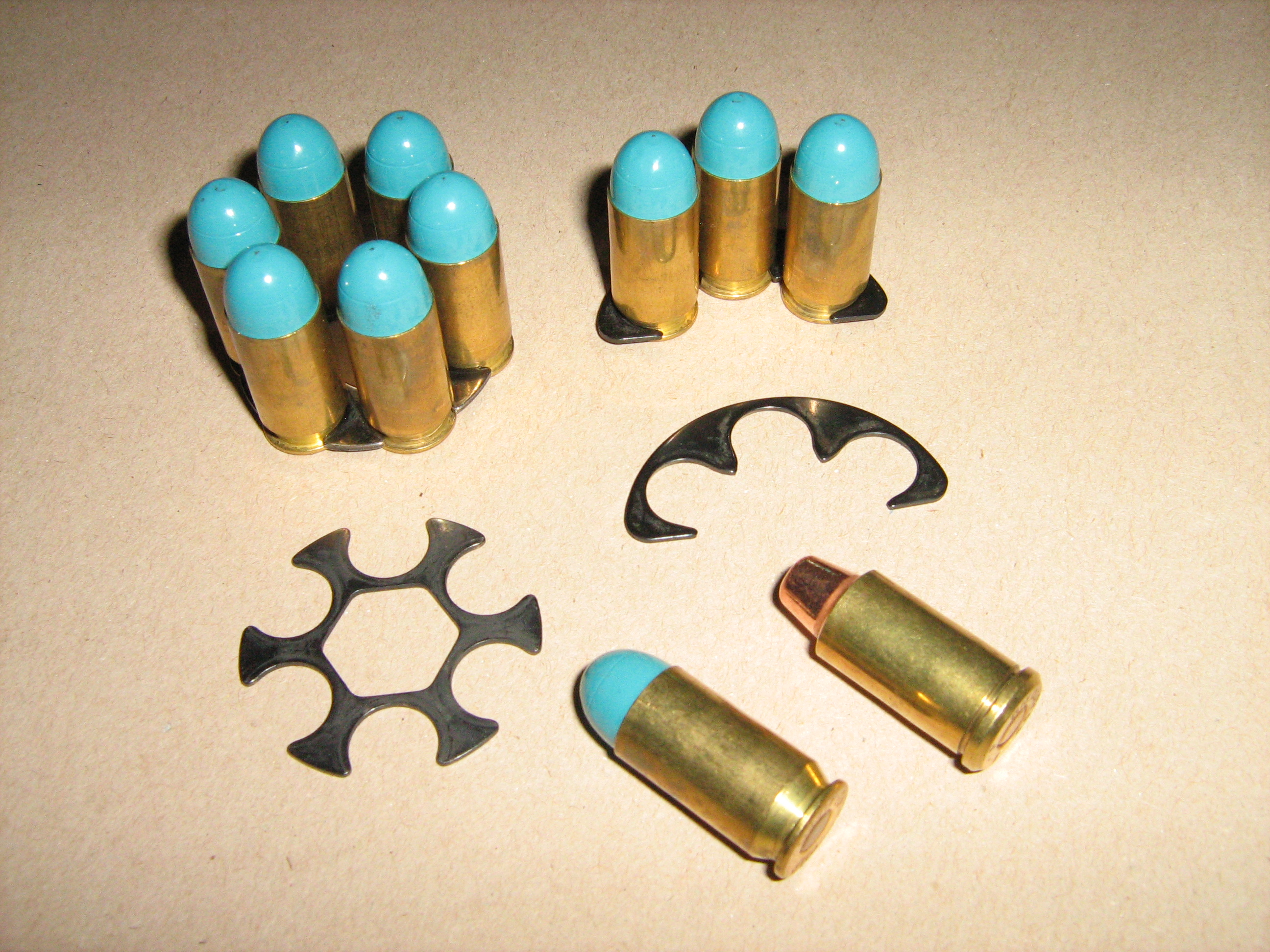
Ładownik rewolwerowy

Ładownik – metalowy zasobnik zawierający kilka naboi, stanowiący wkład magazynka broni palnej przyśpieszający i ułatwiający jego ładowanie. Ładownik ma najczęściej formę blaszanej ramki (spinającej kilka sztuk naboi), która umieszczana jest wewnątrz stałego zintegrowanego z bronią magazynka.
W odróżnieniu od podobnego systemu (opartego na łódkach nabojowych), ładownik pozostaje w magazynku, aż do jego opróżnienia, natomiast łódki odrzucane są od razu po załadowaniu broni.

## Sposób użycia
Obsługa karabinu przy pomocy ładowników, odbywa się poprzez:
1) Odryglowanie zamka.
2) Wpięcie ładownika z nabojami do wnętrza magazynka.
3) Zaryglowanie zamka.
4) Samoczynne wyrzucenie pustego ładownika po opróżnieniu magazynka.

## Historia
Za wynalazcę ładownika uznaje się austro-węgierskiego konstruktora Ferdinanda Mannlichera, którego wynalazek, zastosowany pierwszy raz w jego prototypowym karabinie M1885 zrewolucjonizował system ładowania broni palnej. Dotychczas stosowane magazynki rurowe, umożliwiały ładowanie wyłącznie pojedynczymi nabojami, co było czynnością czasochłonną. Ładownik wraz z magazynkiem pudełkowym, umożliwiał natomiast szybkie załadowanie broni jednym pakietem amunicji spiętej w kilka sztuk. System ładowników został następnie z powodzeniem zastosowany w serii karabinów Mannlichera przeznaczonych dla armii austro-węgierskiej: M1886, M1888, M1890, M1895. A także w karabinach innych konstruktorów jak np. w niemieckim Gewehr 88, francuskim Berthier Mle 1890, włoskim Carcano Mod. 91,  oraz późniejszych: węgierskim FÉG 35M i amerykańskim M1 Garand (będącym podstawowym karabinem armii USA, w czasie II wojny światowej, oraz wojny koreańskiej).
Ładowniki były jednak obciążone pewnymi mankamentami. Zasilane nimi magazynki nie posiadały opcji doładowania ich pojedynczymi nabojami. Do ich utrzymania w magazynku konieczny był ładownik, a w przypadku jego braku, karabin stawał się bronią jednostrzałową. Problem ten został wyeliminowany w podobnym, ale powstałym nieco później systemie zasilania z łódek nabojowych (odrzucanych po załadowaniu broni), ponieważ rolę ładownika przejmowały szczęki magazynka, samodzielnie utrzymując naboje. System ten będący rozwinięciem pierwotnej koncepcji ładowników, najpierw zmarginalizował a następnie wyparł je z uzbrojenia.
Ładowniki znalazły również zastosowanie w rewolwerach, gdzie pełnią tę samą funkcję i umieszczane są w bębnie rewolwerowym. Mają one jednak odmienną formę ze względu na budowę broni, tworząc kolistą wiązkę naboi, która usuwana jest z bębna ręcznie razem z łuskami. Ładownik rewolwerowy ma budowę zbliżoną do szybkoładowacza.